# USS Vermont (BB-20)
«Вермонт» (англ. USS Vermont (BB-20) — американський третій пре-дредноут класу «Коннектикат» та другий корабель військово-морських сил США, названий на честь штату Вермонт.
«Вермонт» був закладений 21 травня 1904 року на верфі компанії Fore River Shipyard у Квінсі. 31 серпня 1905 року він був спущений на воду, а 4 березня 1907 року увійшов до складу ВМС США.

## Історія служби

Карта маршруту Великого Білого флоту (державні кордони на карті 2009 року)

Найбільш значущою подією у проходженні служби «Вермонта» був похід «Великого Білого флоту», який за підтримки суден забезпечення за наказом Президента США Т. Рузвельта у 1907 році здійснив навколосвітню подорож, продемонструвавши усьому світові зрослу міць та силу американського флоту. 17 грудня флот, до якого входили майже усі американські лінійні кораблі того часу, виплив з Гемптон-Роудс і здійснив перехід на південь до Карибського басейну, а потім до Південної Америки, зупиняючись у Порт-оф-Спейн, Ріо-де-Жанейро, Пунта-Аренас та Вальпараїсо серед інших міст. Після прибуття до західного узбережжя Мексики в березні 1908 року флот провів три тижні, тренуючись у бойових стрільбах корабельної артилерії.
Потім флот відновив подорож уздовж Тихоокеанського узбережжя Америки, зупинившись у Сан-Франциско та Сіетлі, а потім перетнувши Тихий океан до Австралії, по дорозі зупинившись на Гаваях. Зупинки в південній частині Тихого океану включали Мельбурн, Сідней та Окленд.
Після Австралії флот повернув на північ до Філіппін, зупинившись у Манілі, а потім продовжив рух до Японії, де в Йокогамі відбулася церемонія привітання. У листопаді в Субік-Бей на Філіппінах протягом трьох тижнів проходили морські навчання. 6 грудня американські кораблі пройшли Сінгапур і увійшли в Індійський океан. У Коломбо флот поповнив запаси вугілля, перш ніж вирушити до Суецького каналу і знову поповнив свої льохи вугіллям у Порт-Саїді. Флот відвідав кілька середземноморських портів, перш ніж зупинитися в Гібралтарі, де міжнародний флот британських, російських, французьких та голландських військових кораблів привітав американців. Потім американські кораблі перетнули Атлантику, щоб повернутися на Гемптон-Роудс 22 лютого 1909 року, подолавши 46 729 морських миль (86 542 км). Там Теодор Рузвельт провів військово-морський огляд свого флоту.
12 лютого 1913 року корабель відбув до Мексики, оскільки країна перебувала в розпалі тамтешньої революції; «Вермонту» було доручено захистити американські інтереси у Веракрусі. 17 лютого корабель прибув у порт і залишався там до 29 квітня. Потім він знову приєднався до флоту в Гемптон-Роудс, перш ніж розпочати 6 червня навчальний похід для мічманів Військово-морської академії в Аннаполісі.
25 жовтня «Вермонт» здійснив другу подорож до Європи, цього разу до французьких вод Середземного моря. З 8 листопада по 1 грудня дредноут зупинявся в Марселі, а потім знову перетнув Атлантичний океан. Під час зворотного плавання сильний шторм пошкодив один з його гвинтів, що вимагало буксирування назад до Норфолка, куди він прибув 20 грудня на ремонт.
Після того, як корабель повернувся до служби, ситуація в Мексиці погіршилася. 15 квітня «Вермонт» вийшов із Гемптон-Роудс у Веракрус. Там він приєднався до однотипного «Нью-Гемпшира», пре-дредноутів «Нью-Джерсі» та дредноутів «Південна Кароліна» та «Арканзас». «Вермонт» виділив 12 офіцерів і 308 матросів зі складу екіпажу десантним силам, які окупували місто, щоб не допустити, щоб партія зброї — на пароплаві «Іпіранга» — не дісталася загонів диктатора Вікторіано Уерта. В ході сутичок один чоловік з екіпажу «Вермонта» загинув, а двоє отримали медаль Пошани: лейтенант Джуліус К. Таунсенд, командир групи з «Вермонта», і хірург Кері ДеВолл Ленгхорн, полковий хірург 2-го полку моряків. Корабель залишався у Веракрусі до жовтня, за винятком візиту до Тампіко в період з 21 вересня по 10 жовтня.